# قیچی آهن‌بر
|  |  |  |
|  |  |  |

قیچی آهن‌بر یا قفل‌شکن ابزاری است به منظور بریدن و قطع کردن ورقه‌های فلزی، دندانه‌ها، زنجیرها، قفل‌ها و در کل قطعات فلزی. طول بازوی کوچک سر این ابزارها به عنوان اهرم منجر به افزایش تصاعدی نیروی واردکننده به دسته‌های قیچی می‌شود. قیچی‌های آهن‌بر در سایزهای ۱۲، ۱۴، ۱۸، ۲۴، ۳۰، ۳۶ و ۴۲ اینچ طراحی شده‌اند.